# BSC Artur Music
Il Futbol'nyj Klub Artur Music (in ucraino Футбольний клуб «Артур М'юзік»?) è un club professionistico di beach soccer con sede a Kiev, in Ucraina.

## Rosa
| N. |                     | Ruolo | Calciatore           |
| -- | ------------------- | ----- | -------------------- |
| 1  | Ucraina (bandiera)  | P     | Serhiy Tymoshenko    |
| 2  | Ucraina (bandiera)  | D     | Vadym Bokach         |
| 6  | Brasile (bandiera)  | C     | Anderson Dias Lima   |
| 7  | Svizzera (bandiera) | D     | Sandro Spaccarotella |
| 8  | Ucraina (bandiera)  | D     | Oleksandr Rysenko    |

| N. |                    | Ruolo | Calciatore              |
| -- | ------------------ | ----- | ----------------------- |
| 9  | Ucraina (bandiera) | A     | Oleh Zborovskyi         |
| 11 | Russia (bandiera)  | A     | Igor Yeremeev           |
| 13 | Ucraina (bandiera) | C     | Ivan Glutskyi           |
| 20 | Brasile (bandiera) | A     | Deiwerson Pureza Oureza |
| 22 | Ucraina (bandiera) | P     | Vitaliy Sydorenko       |

Allenatore: Mykyta Shkliaruk